# Serra da Estrela (Subregion)
Serra da Estrela (port.: Gebirge des Sterns) ist eine statistische Subregion Portugals. Sie ist Teil der  Região Centro und des Distrikts Guarda. Im Norden grenzt Dão-Lafões, im Osten Beira Interior Norte, im Süden Cova da Beira und im Westen Pinhal Interior Norte an die Region. 
- Fläche: 872 km²
- Bevölkerung (2001): 49 896.

Die Subregion unterteilt sich in drei Kreise:
- Fornos de Algodres
- Gouveia
- Seia